# ЕТР 500
ЕТР 500 е италиански високоскоростен влак.

## История
Идеята за модела е дело на италианския индустриален гигант „Бреда“. Разработването на композицията започва през 1983 г. от специален екип, част от който е разработвал предишни влакови композиции на железопътното подразделение на компанията. Проектът е финализиран през 1985 г.
Конструирането на композициите започва през 1988 и приключва през 1998 г. Базиран е на платформата на консорциума ТРЕВИ, дело на няколко италиански концерна – ФИАТ, Ансалдо, „Фирема транспорти“ и други. Дизайнът е дело на Пининфарина. Локомотивът на композицията е модел Е404.000.

## Технически характеристики
Това е един от малкото влакове за 80-те, който е можел да развие 300 км/ч. Размерите на локомотива са 20.250 x 3.020 x 4.000. Първата генерация консумира 25кВолта, при втората консумацията на електроенергия от машината е 3кВолта.